# 쉬잔 랑글렌
쉬잔 라셸 플로르 랑글렌(프랑스어: Suzanne Rachel Flore Lenglen, 프랑스어 발음: [syzan lɑ̃ɡlɛn], 1899년 5월 24일~1938년 7월 4일)은 프랑스의 테니스 선수이다. 1921년부터 1926년까지 테니스 세계 랭킹 1위였으며, 전체 21개, 단식 8개의 그랜드 슬램 타이틀을 획득했다. 세계 하드 코트 선수권 대회에서는 전체 10개, 단식 4개의 금메달을 획득했다. 랑글렌은 윔블던 단식에서 1919년부터 1923년까지의 5연승을 포함하는 6회의 우승을 하였고, 1925년과 1926년에 프랑스 오픈에서 여자 단식, 여자 복식, 혼합 복식 종목에 금메달을 수상했다. 복식에서 그녀는 가장 자주 함께한 파트너인 엘리자베스 라이언과 함께할때는 무패를 기록했고, 윔블던에서 6번 우승하였다. 랑글렌은 아마추어에서 프로로 전향한 첫 아마추어 선수였고, 100 Greatest of All Time에서 아마추어 시대 최고의 테니스 선수로 평가되었다.
랑글렌은 그녀의 아버지 샤를에게 지도받으며 11살부터 테니스를 시작했으며, 1914년 세계 하드 코트 선수권 대회에서 15세의 나이로 우승해 최연소 챔피언이 되었다. 그녀의 발레리나와 같은 스타일, 대담한 성격과 더불어 이 성공은 제1차 세계 대전의 정신적 극복에 힘이 되었다고 간주된다. 전쟁이 끝난 이후, 쉬잔 랑글렌은 국제  테니스의 패자가 되었다. 그녀는 1919년 윔블던에 데뷔하여 역사상 두 번째로 긴 결승전에서 우승하였고, 이 경기는 그녀가 주요 대회에서 유일하게 압도적인 차이로 우승하지 못한 경기다. 전쟁 이후 그녀의 유일한 패배는 아마추어 시절 유일하게 미국에서 치른 경기였던 몰라 맬러리를 상대로 한 은퇴 경기였다. 이후 그녀는 1926년 세기의 대결에서 헬렌 윌스를 꺾은 것을 포함한 179경기에서 연승을 기록했다. 그해 말 윔블던에서 에블린 듀허스트와의 오해 이후, 랑글렌은 아마추어 테니스에서 갑자기 은퇴했고 같은 해부터 미국 프로 투어 생활을 시작했다.
프랑스의 언론사 La Divine은 랑글렌은 남자 테니스의 공격적인 성향을 여자 테니스에 합치고, 불편한 옷을 입던 여자 테니스의 전통을 깨부수며 테니스계에 혁명적 변화를 가져왔다고 평가했다. 그녀는 패션을 그녀의 경기에 포함했고, 특히 그녀의 머리띠는 그녀의 시그니처로 불렸다. 랑글렌은 전 세계적 스포츠 셀럽이 된 최초의 여자 선수로 알려졌고, 그녀의 유명세로 윔블던은 현재와 같은 큰 규모의 대회가 되었다. 그녀의 프로 테니스 투어는 series of men's professional tours의 시작에 영향을 끼쳤고, 이는 오픈 시대까지 계속되었으며, 같은 해의 major men's professional tournament까지 발전했다. 랑글렌은 1978년 국제 테니스 명예의 전당에 포함되었고, Stade Roland Garros의 두 번째 경기장은 그녀에게 이름을 따왔다.

## 어린 시절과 배경
쉬잔 라셸 플로르 랑글렌은 1899년 5월 24일 샤를 랑글렌과 아나이스 랑글렌의 딸로 태어났다. 랑글렌은 3세의 나이에 죽은 한 남동생이 있었고, 랑글렌의 아버지는 그의 아버지의 마차 회사를 통해 부를 얻은 약사였다. 랑글렌이 태어난 지 몇 년 뒤에는, 가족이 콩피에뉴에 가까운 프랑스 북부의 도시 마헤스뜨- 슈흐 맛쯔로 이동한 후 1904년 아버지는 그의 아버지의 마차 회사를 샀다. 랑글렌의 가족들은 겨울에는 프랑스의 니스 론 테니스 클럽 건너에 있는 니스 코트다쥐르의 한 빌라에서 거주했다. 랑글렌이 여덟 살이었을 때는 수영과 사이클 등 여러 종류의 스포츠에 뛰어난 모습을 보였다. 특히 랑글렌은 저글링 도구로, 공중에서 도는 일종의 팽이인 디아볼로를 즐겼다.  겨울에는, 랑글렌은 니스의 프롬나드데장글레에서 여러 사람들 앞에 디아볼로 루틴을 보여줬다. 랑글렌의 아버지는 디아볼로 선수로서의 경험을 통해 테니스 선수가 되며 큰 경기장들에서 경기하기 위한 랑글렌의 자신감을 만들어줬다.

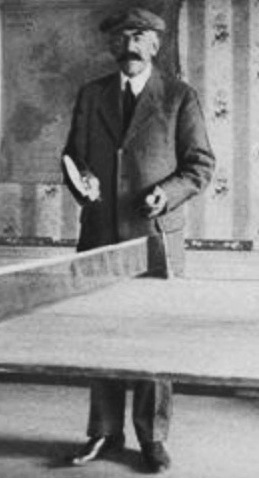
랑글렌의 아버지, 샤를 랑글렌

랑글렌의 아버지는 매년 상반기에 세계 최고의 선수들이 참가하는 세계 테니스 대회인 프렌치 리비에라 서킷에 참가했다. 그는 테니스를 취미로 즐기며 랑글렌이 11세가 된 직후였던 1910년에는 장난감 가게에서 랑글렌에게 테니스 라켓을 사줬고, 집의 잔디밭에 임시변통으로 테니스 코트를 만들었다. 랑글렌은 한 달 후에 아버지가 테니스 용품 제조사로부터 제대로 된 테니스 라켓을 구매할 정도의 실력을 갖추게 되었다. 랑글렌의 아버지는 훈련을 통해 테니스 실력을 올리고, 랑글렌과 같이 운동했다. 세 달 후 랑글렌은 그녀의 아버지의 친구 닥터 시즐리가 소유하고 있던 제대로 된 클레이코트에서 훈련하기 위해 파리로 이동했다. 시즐리의 권유로, 랑글렌은 샹티이에서 열린 저명성 있는 지역 대회에 참여했으며, 단식 핸디캡 대회에서 랑글렌은 4개의 경기에서 우승하며 2위를 차지했다.
이 대회에서 랑글렌은 성공적인 성과를 거두며 그의 아버지에게 더 진지하게 훈련을 진행하도록 부탁했다. 랑글렌의 아버지는 당시 정상급 남자 선수들과 여자 선수들의 플레이를 분석했으며, 천천히 베이스 라인에서 점수를 얻어가던 여자 테니스의 성향과 대비되던 남자 테니스의 공격적인 성향을 랑글렌에 가르치기로 하였다. 가을이 끝나며 가족들이 니스로 돌아갔을 때, 랑글렌의 아버지는 니스 론 테니스장에 어린이들이 방문하는 것이 절대 허락되지 않았음에도 랑글렌이 이 테니스 클럽에서 일주일에 두 번씩 방문해 이 클럽의 다른 남자 선수들과 같이 훈련하도록 하였다. 랑글렌은 클럽의 전문 교관이었던 요셉 네그로와 훈련하기 시작했다. 네그로의 모든 샷은 넒은 다양성을 가졌고, 네그로는 랑글렌이 이와 같은 방법으로 경기하도록 훈련시켰다. 랑글렌의 아버지는 랑글렌을 훈련시킬 때 가혹하고 엄격한 방법을 사용했고, 이후 "저는 랑글렌에게 힘든 일을 시켰고 비록 제 충고는 항상 좋은 의도를 가지고 있었지만, 제 비판은 때때로 심했고 때로는 무절제했어요."라고 말했다. 랑글렌의 부모는 랑글렌의 경기들을 보았고 랑글렌이 경기하는 내내 랑글렌의 작은 실수에 대해 그들끼리 이야기했지만, 랑글렌이 아팠을 때는 이러한 비판을 자제하는 모습을 보였다. 결과적으로 랑글렌은 랑글렌은 아플 때 오이려 편안함을 느껴 꾀병을 부렸고, 이것은 다른 사람들이 랑글렌이 아파 보일 때 꾀병과 진짜 아픈 것을 구별하기 힘들게 하였다.

## 아마추어 선수 생활

### 1912–1913년: 초기 타이틀

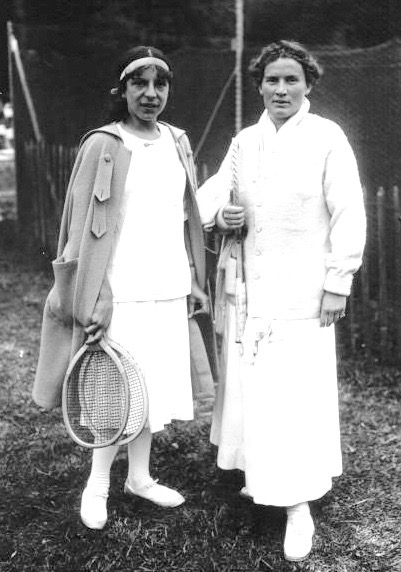
1914년의 랑글렌(왼쪽)과 자주 함께했던 복식 파트너 엘리자베스 라이언(오른쪽). 1913년부터 함께하기 시작했다.

랑글렌은 1912년 7월 고향 근처에서 열린 콩피에뉴 선수권 대회에서 핸디캡 대회를 제외한 단식 대회에 처음으로 참가했다. 랑글렌은 이 데뷔전에서 8강전까지는 모든 경기에서 우승했으며, 4강전에서 잔느 메티에 패배했다. 또한 그녀는 핸디캡 대회에서도 단식과 혼합 복식에 참여했으며, 모두 우승했다. 1913년 랑글렌이 니스로 돌아왔을 때는, 랑글렌은 Monte Carlo에 열린 핸디캡 복식 대회에서 1년 전 미국에서 영국으로 이주한 테니스 선수 엘리자베스 라이언과 참가했다. 비록 결승전에서 3세트만에 패배하긴 했지만, 라이언은 복식에서 가장 자주 랑글렌과 함께하게 되었으며 라이언과 랑글렌은 함께 있을 때 무패를 기록했다. 핸디캡 대회에서 랑글렌의 성공은 랑글렌이 남은 1913년 동안 더 많은 핸디캡 대회가 아닌 대회에 참가하도록 하였다. 랑글렌은 그 해 3월 니스 클럽의 남프랑스 선수권 대회에 데뷔했고, 한 경기만 우승했다. 그래도 랑글렌이 콩피에뉴로 돌아왔을 때는, 그녀의 14번째 생일을 몇 주 앞두고 처음으로 두 단식 타이틀을 얻었다. 랑글렌은 7월에 열린 두 대회에서 메티에게 디폴트로 결정된 것을 포함한 두 패배를 겪었고, 랑글렌은 남은 두 단식 대회에 우승하며 기록을 회복했다.

### 1914년: 세계 하드 코트 선수권 대회 챔피언

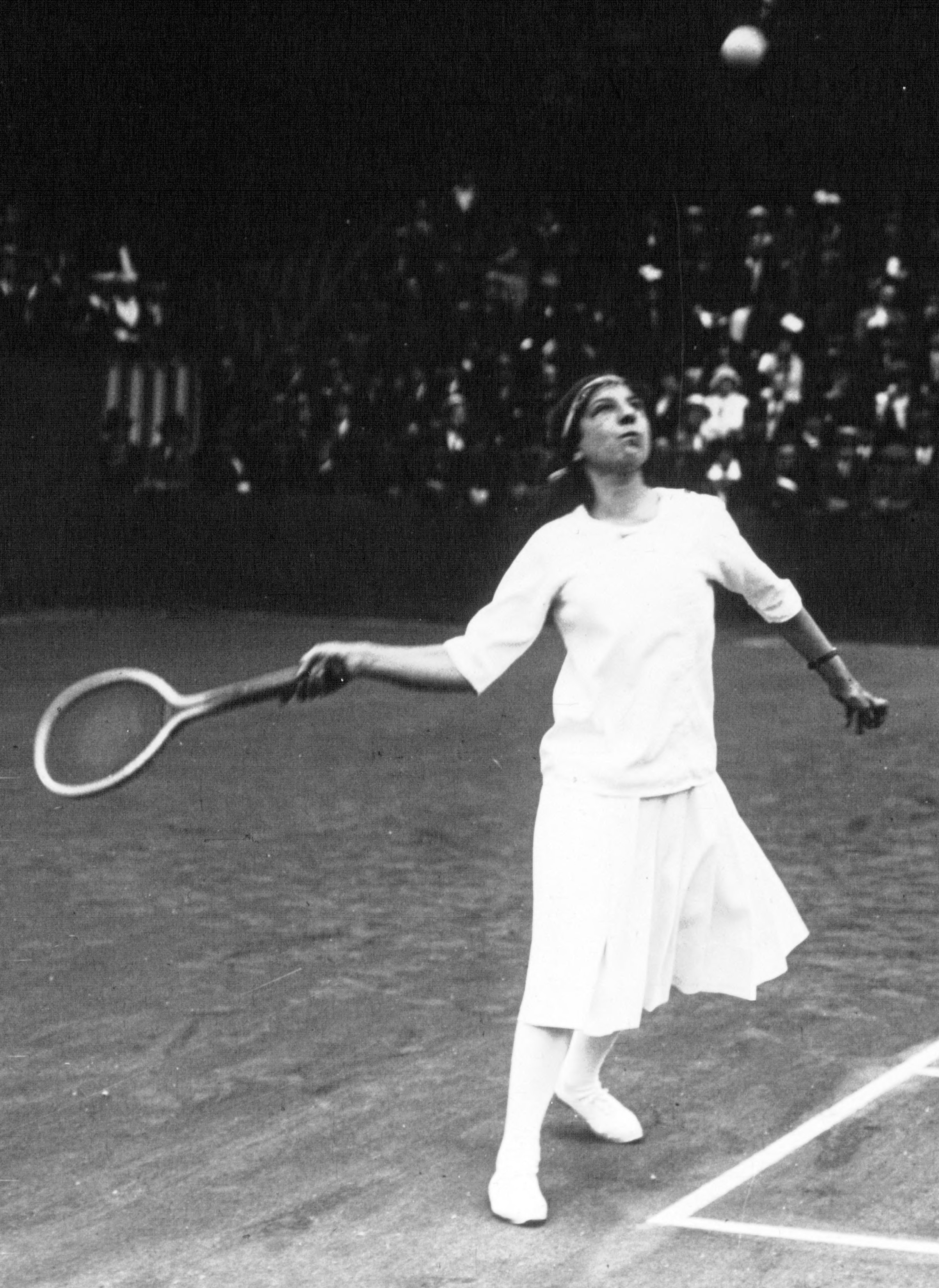
1914년 세계 하드 코트 선수권 대회에서의 랑글렌

1914년 Riviera로 돌아온 후, 랑글렌은 핸디캡 대회가 아닌 대회에 집중했다. 정상급 영국의 테니스 선수인 루스 윈치를 상대로 한 승리는 테니스계에 큰 충격을 주었다. 랑글렌은 1914년 초에도 계속 큰 대회에 집중했다. 그러나, 몬테카를로에서 열린 대회에서는 8강에서 라이언에게 패배했고, 남프랑스 선수권 대회에서는 4강에서 윔블던에 6회 우승을 기록한 도로시 램버트 챔버스에 패배했다. 그 해 5월에는 랑글렌이 정상급 프랑스 선수들만 참가할 수 있는 프랑스 선수권 대회 출천권을 얻었다. 프랑스 선수권 대회는 결승전에서 우승한 선수와 부전승으로 올라온 디펜딩 챔피언이 '챌린지 라운드'라 불리는 경기에 경기하여 최종 우승자를 결정하는 방식을 따른다. 이 경기에서, 랑글렌은 결승전까지 우승했고 챌린지 라운드에서 Marguerite Broquedis와 경기하게 되었다. 챌린지 라운드에서 랑글렌은 첫 번째 세트에서 우승했지만, 결국 패배했다. 이것은 랑글렌의 단식 커리어에서 마지막으로 완료되었지만 패배한 경기이며, 마지막으로 결승전에서 디폴트 외의 방식으로 패배한 경기다. 복식에서도 Blanche Amblard와 Suzanne Amblard 조에게 패배했음지만, 랑글렌은 Max Decugis과 함께 혼합 복식에서 우승했다.
프랑스 선수권 대회에서의 랑글렌의 퍼포먼스는 랑글렌이 국제 테니스 연맹이 주최하는 세계 규모의 대회인 세계 하드 코트 선수권 대회의 출전권을 얻게 했다. 랑글렌은 Germaine Golding과의 결승전에서 우승하며 첫 메이저 대회 타이틀을 얻게 하였다. 랑글렌이 유일하게 패배한 세트는 준결승전에서 Suzanne Amblard와의 경기에 있었다. 랑글렌의 좋은 발리 실력은 Amblard와의 경기에서 승리하는데 큰
영향을 줬고, 이는 Golding과의 결승전에서 우승하는데도 도움을 줬다. 또한 복식에서도 랑글렌은 라이언과 함께 Amblard 자매들과 결승전에서 경기하여 단 한 경기도 놓지지 않고 우승했다. 또한 혼합 복식에서는 Ryan과 Decugis의 조에 패배해 2위을 기록했다. 세게 하드 코트 선수권 대회의 좋은 결과로 랑글렌은 윔블던에 데뷔할 수 있었고, 아버지가 허락했다. 랑글렌의 아버지는 랑글렌은 랑글렌이 잔디에서 한 번도 경기한 적이 없고, 클레이에서 경기 할 때 램버트 챔버스에 패배한 적이 있었기 때문에 그녀와 경기하는 것을 원했다.

### 제1차 세계대전 시대
1914년 제1차 세계대전 이후 모든 국제 대회가 취소되었으며, 1915년 윔블던에 출전하려 했던 랑글렌의 아버지의 계획도 무산되었다. 전쟁 중에서 랑글렌의 가족은 다른 북프랑스 지역보다 전쟁의 영향을 덜 받았던 니스에 생활했다. 이 시절 모든 대회가 취소되었음에도, 랑글렌은 니스에서 잘 훈련할 수 있었다. 전미 선수권 대회 2회 우승자였던 R. Norris Williams과 Clarence Griffin 같은 테니스 선수들을 포함하는 군인들은 코트다쥐르에 와서 잠시 전쟁에 벗어나 휴식을 취했다. 이 선수들은 칸의 자선 공연에 경기하며 프랑스 적십자사를 지원했다. 랑글렌은 이 기회로 다른 남자 선수들과 단식 경기를 치를 수 있었다.

### 1919년: 윔블던 챔피언

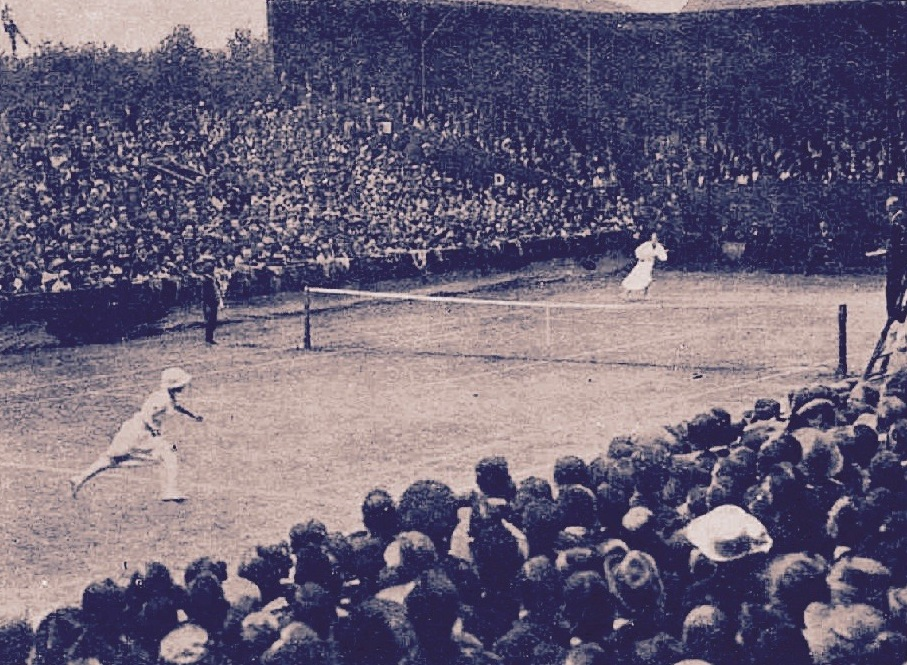
1919년 윔블던 선수권 대회에서 랑글렌(코트 옆)과 램버트 챔버스

1919년 제1차 세계 대전이 끝난 후 계속해서 많은 대회들이 열렸다. 랑글렌은 10개의 단식 대회 중 9개의 대회에서 타이틀을 획득했고, 복식에서는 4개 대회 모두 우승했으며, 혼합 복식에는 10개 대회 중 8개에서 우승했다. 랑글렌은 3월에 열린 남프랑스 선수권 대회에서 네 경기 모두 우승했다. 하지만 당해에는 프랑스 선수권 대회와 세계 하드 코트 대회가 열리지 않았다. 랑글렌은 7월에 열린 그 해 열린 윔블던에 참가해서 단식에서 6개의 라운드 모두 이겼으며, 첫 네 라운드의 여섯 경기만 패배했다. 복식에서도 라이언과 함께 4강까지의 5개의 경기에 모두 승리했으며, 패배한 세트들도 모두 1시간 넘게 길게 지속된 세트들이였다. 20세였던 랑글렌이 40세인 램버트 챔버스를 챌린지 라운드에서 쉽게 이길 수 있다고 생각되었지만, 램버트 챔버스는 well-placed drop shots로 랑글렌의 우승을 위태롭게 했다. 랑글렌은 첫 세트에서 10-8로 이겼지만 두 번째 세트에서 패배하여 두 선수 모두 세트 포인트를 얻었다. 하지만 랑글렌이 세 번째 세트에 9-7로 우승하며 랑글렌은 윔블던 타이틀을 획득했다. 이 세트에서 랑글렌은 44점을 획득해 윔블던 최고 기록을 새웠고, 이는 1970년 윔블던에서 Margaret Court and Billie Jean King의 경기에서 갱신됐다. 윔블던이 열리는 경기장인 Centre Court가 수용 가능한 최대 인원인 3,500명보다 훨씬 많은 인원인 8,000명이 이 경기를 보러 왔다. 랑글렌은 복식에서 라이언과 함께 램버트 챔버스와 Ethel Larcombe의 조를 상대로 복식에서 승리했다. 하지만 복식에서는 4강에서 Randolph Lycett의 조에 패배했으며, 이는 당해 디폴트로 판정된 경기를 제외한 랑글렌의 유일한 패배다.

### 내용주
1. ↑  쉬잔 랑글렌의 키는 약 5피트 반[1] 또는 5피트 6인치로[2]도 추산된다.
2. ↑  A. 왈리스 마이르스가 매긴 순위다.[5]
3. ↑  1912년부터 1923년까지는 현재 그랜드 슬램 대회들의 기원인 세 개의 세계 선수권 대회가 있었다. 최근에는 그랜드 슬램 대회에 윔블던이 포함되지만, 그 당시엔 이 자리에 두 개의 세계 선수권 대회가 포함됐다.[7]
4. ↑  남성과 여성을 통틀어 가장 훌륭한 테니스 선수 100명을 선정한 테니스 채널의 텔레비전 시리즈이다.[8]
5. 1 2  핸디캡 대회의 결과는 랑글렌의 단식, 복식, 혼합 복식 성적에 포함되지 않는다.

### 참조주
1. ↑  Engelmann 1988, 46쪽.
2. ↑  Morse, J.G.B. (January 1921). “Suzanne Lenglen, Greatest of Women Athletes”. 《The Open Road》. 2019년 8월 15일에 확인함.
3. ↑  “Le Match Helen Wills–Suzanne Lenglen” [The Helen Wills–Suzanne Lenglen Match]. 《Excelsior》 (프랑스어). 1926년 2월 16일. 1면. 2021년 1월 24일에 확인함.
4. ↑  Little 2007, 135–196쪽.
5. ↑  Collins 1994, 619쪽.
6. ↑  Engelmann 1988, 254쪽.
7. 1 2  Robertson 1974, 33–35, 87쪽.
8. ↑  “100 Greatest of All the Time”. 2012년 6월 5일에 원본 문서에서 보존된 문서. 2022년 4월 28일에 확인함.
9. ↑  Little 2007, 1쪽.
10. ↑  Engelmann 1988, 7쪽.
11. ↑  Laporte, Jean (1914년 7월 1일). “Autour du Championnat International de Tennis: Dans l'Intimité de la Championne” [Around the International Tennis Championship: In the Intimacy of the Champion]. 《Femina》. 380면. 2019년 7월 22일에 확인함.
12. ↑  Little 2007, 1–3쪽.
13. ↑  Engelmann 1988, 7–8쪽.
14. ↑  Little 2007, 3–4쪽.
15. ↑  Engelmann 1988, 8–9쪽.
16. ↑  King & Starr 1988, 27쪽.
17. ↑  Little 2007, 3쪽.
18. ↑  Engelmann 1988, 9–11쪽.
19. ↑  Little 2007, 4–7쪽.
20. ↑  Little 2007, 7–8쪽.
21. ↑  Engelmann 1988, 14–15쪽.
22. ↑  Little 2007, 10쪽.
23. ↑  Engelmann 1988, 15–16쪽.
24. ↑  Little 2007, 10–11쪽.
25. ↑  Engelmann 1988, 16–17쪽.
26. ↑  Little 2007, 13쪽.
27. ↑  Little 2007, 14–16쪽.
28. ↑  Engelmann 1988, 18–19쪽.
29. ↑  Little 2007, 16–21쪽.
30. ↑  Engelmann 1988, 19–23쪽.

### 관련 서적
- Barrett, John (1980). 《World of Tennis 1980》. London: Queen Anne Press. ISBN 978-0362020120.
- Cherry, Jeanne (2018). 《Helen Wills: Tennis, Art, Life》. London: Tennis Gallery Wimbledon. ISBN 978-1999953119.
- Collins, Bud (1994). 《Bud Collins' Modern Encyclopedia of Tennis》. Detroit: Gale Research. ISBN 978-0810389885.
- Collins, Bud (2008). 《The Bud Collins History of Tennis: An Authoritative Encyclopedia and Record Book》. New York: New Chapter Press. ISBN 978-0942257410.
- Engelmann, Larry (1988). 《The Goddess and the American Girl: The Story of Suzanne Lenglen and Helen Wills》. New York: Oxford University Press. ISBN 978-0195043631.
- Gray, Frances Clayton; Lamb, Yanick Rice (2004). 《Born to Win: The Authorized Biography of Althea Gibson》. Hoboken, New Jersey: John Wiley & Sons. ISBN 978-0471471653.
- Jacobs, Helen Hull (1949). 《Gallery of Champions》. New York: A.S. Barnes. ISBN 978-0836980431.
- King, Billie Jean; Starr, Cynthia (1988). 《We Have Come a Long Way: The Story of Women's Tennis》. New York: McGraw-Hill. ISBN 978-0070346253.
- Lenglen, Suzanne (1920). 《Lawn Tennis for Girls》. New York: American Sports Publishing. ISBN 978-0469069497.
- Little, Alan (2007). 《Suzanne Lenglen: Tennis Idol of the Twenties》. London: The Wimbledon Lawn Tennis Museum. ISBN 978-0906741436.
- Robertson, Max (1974). 《The Encyclopedia of Tennis: 100 years of Great Players and Events》. New York: Viking Press. ISBN 978-0670294084.
- Wagg, Stephen (2011). 《Myths and Milestones in the History of Sport》. Hampshire: Palgrave Macmillan. ISBN 978-0230241251.